# 3-й Корниловский ударный полк
3‑й Корни́ловский ударный полк (3‑й Корниловский полк) — воинская часть в составе Вооружённых сил Юга России и Русской армии Врангеля, принимавшая участие в Гражданской войне в России.

## Формирование полка
3-й Корниловский ударный полк был сформирован 27 августа 1919 года в Харькове на базе офицерских кадров при участии учебной команды Корниловского ударного полка и 1-й офицерской имени генерала Корнилова роты. Вошёл в состав 1-й пехотной дивизии, с 14 октября 1919 года — в Корниловской ударной дивизии.

## Участие в сражениях, численность и личный состав
Лето 1919 года — 21 младший офицер (учебная команда 1-го (Корниловского) ударного полка) из них: 14 прапорщиков, 3 подпоручика и 4 поручиков. 1-й батальон - командир штабс-капитан Старцев Виктор Алексеевич, 2-й батальон - командир поручик Франц Игнатий Игнатьевич, 3-й батальон - командир штабс-капитан Скударев Василий Алексеевич, пулемётная рота - командир подпоручик Малич Степан Петрович.В тот период белогвардейцы продвигались так называемыми отрядами-колоннами, состоящими из разрозненных батальонов разных полков и артиллерийских взводов. Так и 3-й корниловский полк первоначально принимал участие в боях не в составе корниловской бригады, а в составе отряда полковника Манштейна.
Сентябрь 1919 года — 1900 штыков при 60 пулемётах (3 батальона, офицерская рота, команда разведчиков и эскадрон связи).
11 сентября полк присоединился к Корниловской бригаде (1-й и 2-й полки) и Корниловская дивизия дальше воевала в полном составе.
5 октября 1919 года — 1279 штыков при 17 пулемётах. Зачастую полк подчинялся командирам 1-го или 2-го Корниловских полков.
В период Орловско-Кромской операции полк потерял 646 человек личного состава.
В второй половине декабря 1919 года 3-й Корниловский полк почти в полном составе взят в плен во время боёв северо-восточнее Змиёва. Эту операцию провёл 6-й Латышский стрелковый полк под командованием Ф. Лабренциса (осталось лишь 56 офицеров и 30 ударников).
В Крыму весной 1920 года состав полка был пополнен.
29 июля 1920 года — в боях у Куркулака полк потерял 180 человек, в том числе 60 офицеров.
Конец августа 1920 года — после Каховской операции в полку осталось 92 человека.
31 октября 1920 года, в день начала эвакуации из Крыма, полку вручено наградное Николаевское знамя.
Эвакуирован из Крыма в ноябре 1920 года вместе с другими частями Русской армии генерала Врангеля в Галлиполи

## Командиры
- есаул Н. В. Милеев (с 26 июля 1919 года)
- капитан И. И. Франц (осень 1919 года — январь 1920 года) — убит в бою при переправе через Дон у станицы Александровской в январе 1920 года
- полковник В. П. Щеглов (с января 1920 года)
- поручик М. Н. Левитов (врид, с 26 октября 1919 года)
- полковник Р. Ф. Пух (врид, август 1920 года)
- полковник М. М. Минервин (врид, с 26 октября 1920 года)

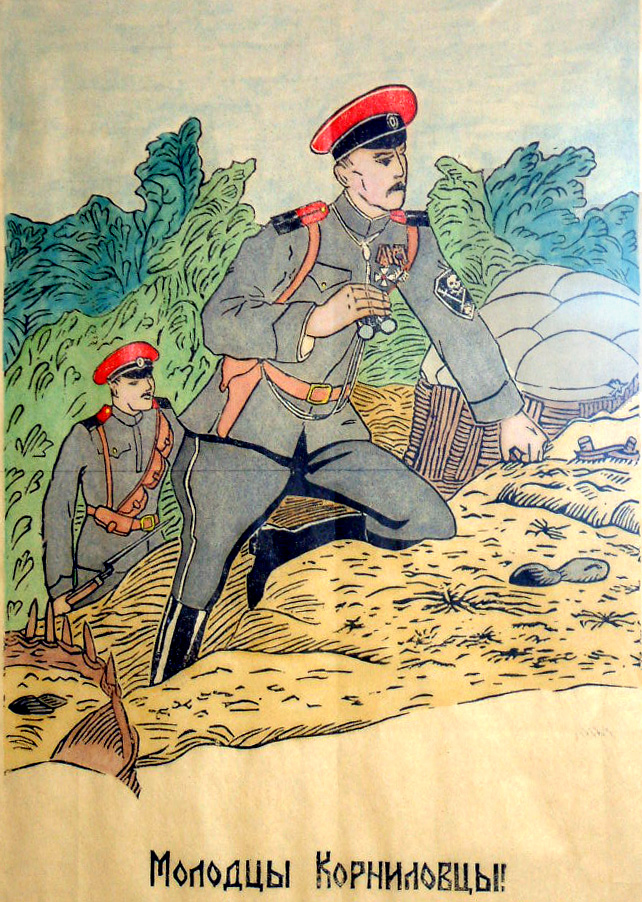
«Молодцы корниловцы!» (агитационный плакат Харьковского отделения ОСВАГ). 1919 год
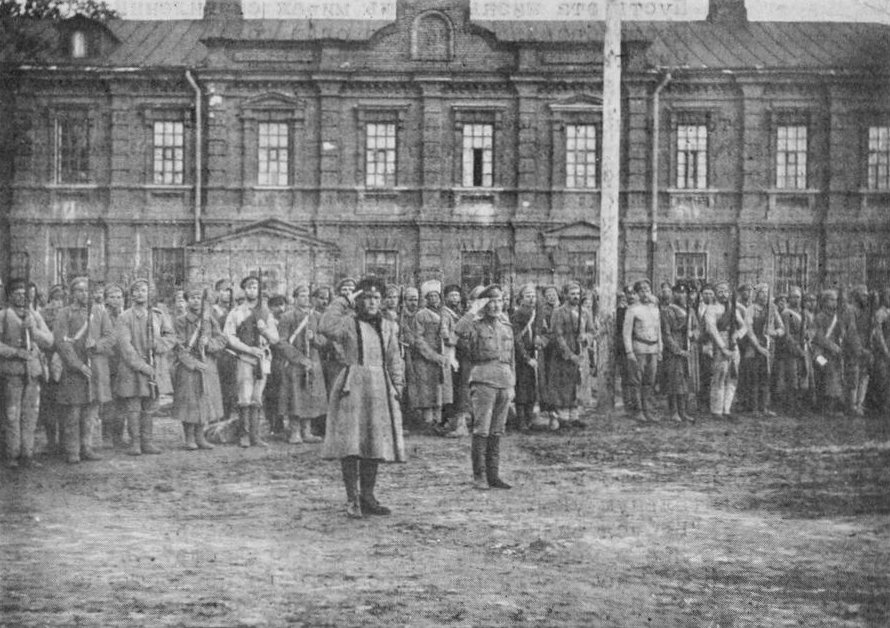
Запасный батальон 3‑го Корниловского ударного полка. Харьков, осень 1919 года
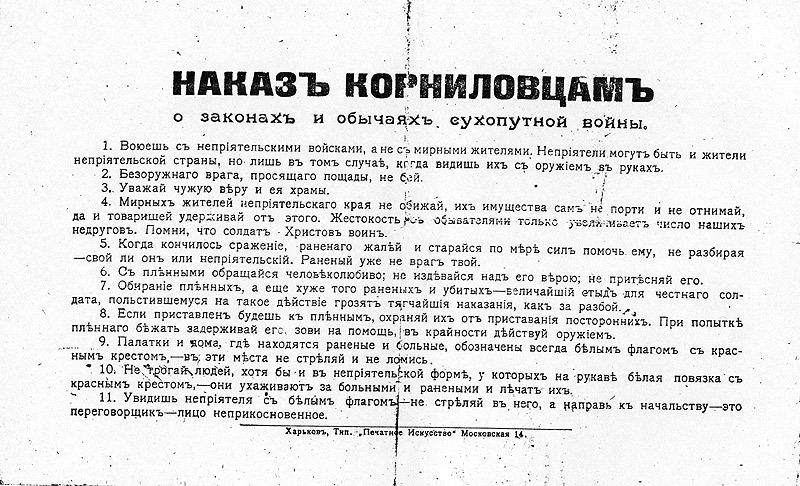
Наказ корниловцам, отпечатанный в типографии Харьковского ОСВАГа и розданный бойцам 3‑го Корниловского ударного полка перед отправкой на фронт в конце августа 1919 года
Удостоверение личности полкового священника 3‑го Корниловского ударного полка И. Г. Илечко. Подписано командиром полка Н. В. Милеевым и полковым адъютантом Е. В. Зюковым.